# Feeding (plongée)
Pour les articles homonymes, voir Feeding (homonymie).

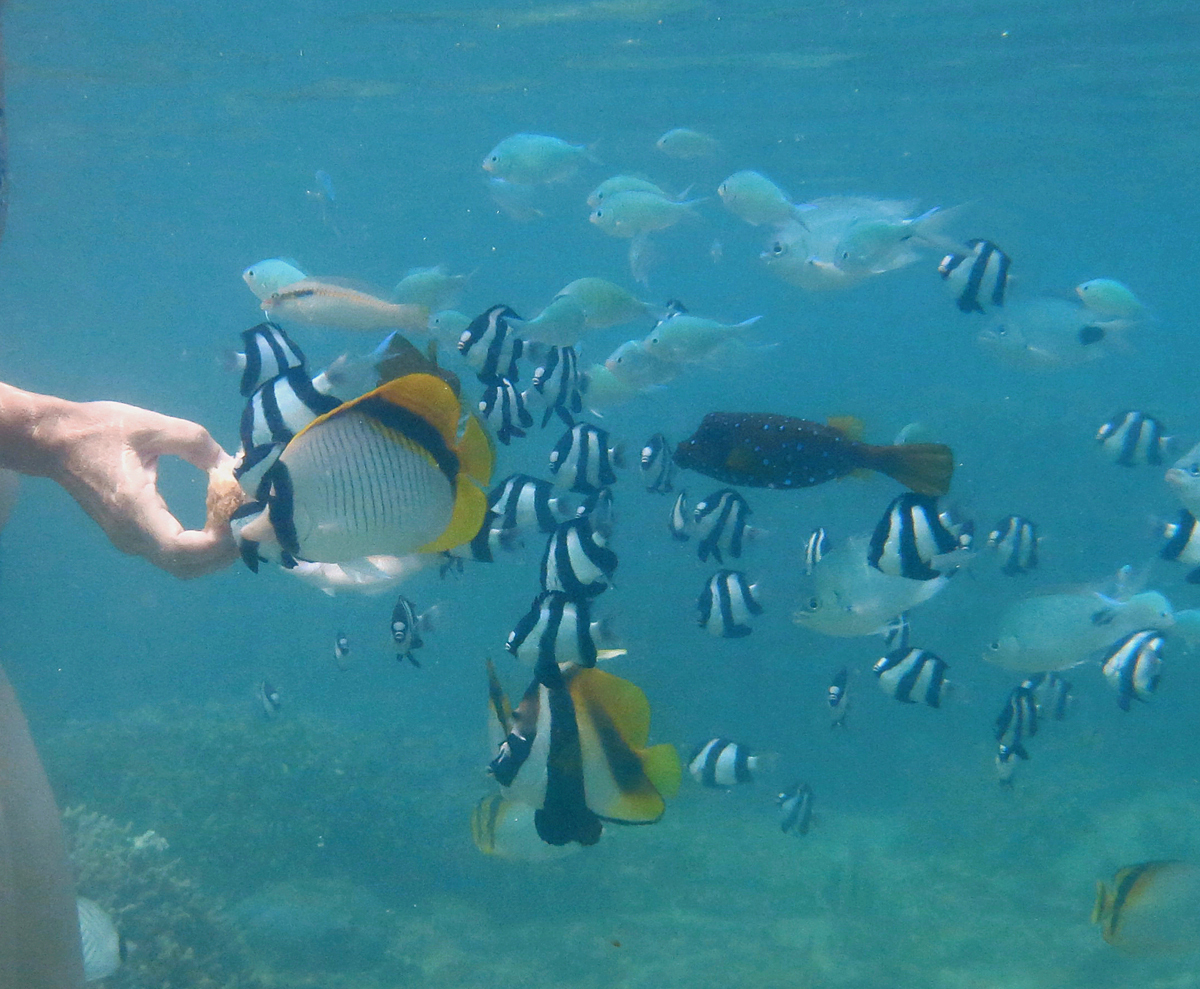
Scène de nourrissage de poisson à la Réunion. Cette pratique y est interdite car délétère pour les animaux.

Le feeding, shark feeding ou shark baiting est un procédé consistant, dans le cadre de la plongée sous-marine, à nourrir des poissons (souvent des requins) afin de les observer de plus près.
Cette pratique, parfois légale mais contestée, est le plus souvent réalisée depuis une cage anti-requins avec des déchets alimentaires. Pratiqué comme un rituel, le feeding permet d'attirer les gros poissons tels que les requins ou les mérous, ainsi que les tortues marines, avec pour conséquence un bouleversement de l'écosystème.
En 2006, la Polynésie française a voté une loi interdisant le shark feeding dans les lagons, les passes et dans un rayon d'un kilomètre centré autour de l'axe de la passe.